# الدوري السلوفيني لكرة القدم 1950
الدوري السلوفيني لكرة القدم 1950 هو موسم من الدوري السلوفيني لكرة القدم ‏. فاز فيه تريغلاف كران ‏.